# 1592

## أحداث
- تأسيس مدينة مدينة سان لويس بوتوسي وتقع حاليا في المكسيك.
- تأسيس مدينة حيدر آباد وتقع حاليا في الهند.
- تأسيس مدينة أورنك آباد على يد مالك عنبر وتقع حاليا في الهند.
- حصار بيهاج في الفترة ما بين 10 يونيو و19 يونيو.
- بداية الغزوات اليابانية على كوريا في 23 مايو 1592 والتي انتهت في 16 ديسمبر 1598.
- اكتشاف مؤامرة الوثائق الفارغة الإسبانية في مملكة اسكتلندا.

## مواليد
- جون آموس كومينيوس
- شاه جهان
- قاسندي

## وفيات
- داود الأنطاكي
- ميشيل دي مونتين
- يوهان كازيمير كونت بالاتينات-لوترن